# Acacia merrillii
Acacia merrillii é uma espécie de leguminosa do gênero Acacia, pertencente à família Fabaceae.